# Kathedrale der Unbefleckten Empfängnis (Moskau)
Die Kathedrale der Unbefleckten Empfängnis der Heiligen Jungfrau Maria (russisch Собор Непорочного Зачатия Пресвятой Девы Марии/Sobor Neporotschnowo Satschatija Preswjatoj Dewy Marii, im Volksmund auch einfach Костёл/Kostjol oder Кирха/Kircha – „die katholische Kirche“) ist eine neugotische Kirche im Zentrum Moskaus und die Kathedrale des Erzbistums Mutter Gottes von Moskau. Sie ist eine von zurzeit nur zwei geöffneten katholischen Kirchen in Moskau und die größte katholische Kathedrale in ganz Russland.
Erbaut 1911 nach einem Entwurf von Tomasz Bohdanowicz-Dworzecki als Filialkirche der polnischen Gemeinde, wurde die Kirche 1938 von der kommunistischen Regierung geschlossen, umgebaut und fast 60 Jahre lang für profane Zwecke genutzt. Erst 1996 wurde sie nach jahrelangen Verhandlungen wieder ihrer religiösen Bestimmung als Kirche übergeben und nach einer umfassenden Renovierung 2001 neu geweiht. Den Status einer Kathedrale erhielt sie 2002.
In der Kathedrale finden regelmäßige Gottesdienste auf Russisch, Polnisch, Koreanisch, Englisch, Französisch, Spanisch, Armenisch und Latein sowie Wohltätigkeitskonzerte der Orgel- und Kirchenmusik statt. Der Kathedrale angeschlossen ist eine Bibliothek, die Hauptredaktion der russischen katholischen Zeitschrift „Der katholische Bote – das Licht des Evangeliums“ (russ. „Католический вестник — Свет Евангелия“) sowie das Büro des örtlichen Caritasverbandes.
Die Kathedrale ist in die Liste des Kulturerbes der Russischen Föderation eingetragen und steht unter Denkmalschutz.

## Geschichte

### Vorgeschichte und erste Bauperiode

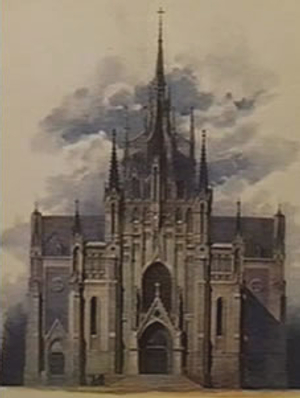
Der veröffentlichte Entwurf des Architekten Tomasz Bohdanowicz-Dworzecki.

Ende des 19. Jahrhunderts gab es in Moskau nur zwei katholische Kirchen: die Kirche des Heiligen Ludwig der französischen und die Peter-und-Paul-Kirche der polnischen Gemeinde. Letztere war auf rund 30.000 Mitglieder angewachsen, und die kleine Kirche reichte bei weitem nicht aus. 1894 beschloss der Gemeinderat, eine neue Kirche zu errichten und reichte eine entsprechende Petition beim Generalgouverneur Moskaus ein. Die Erlaubnis wurde erteilt, allerdings unter der Auflage, „das Bauwerk weit vom Stadtzentrum und nicht in unmittelbarer Nähe von besonders verehrten orthodoxen Heiligtümern zu errichten“. Am 16. Mai 1895 kaufte die Gemeinde ein zehn Hektar großes Grundstück in der Malaja-Grusinskaja-Straße, das diese Auflage erfüllte. Damals lag das Grundstück noch ganz am Stadtrand und war von Feldern und Gemüsegärten umgeben. Heute liegt es, stark verkleinert und von Hochhäusern umringt, mitten in der Millionenstadt im Zentralen Verwaltungsbezirk und nur knapp außerhalb der „Ringlinie“ der Metro, die das Stadtzentrum umschließt. Das Grundstück kostete seinerzeit 10.000 Rubel in Gold (entspricht nach damaliger Kaufkraft heute etwa 200.000 Euro), der Kauf wurde durch Spenden finanziert. In den Stadtarchiven Moskaus und Sankt Petersburgs sind der Kaufvertrag und die vollständigen Listen aller Spender bis heute erhalten geblieben.
Eine weitere Auflage der Stadt lautete: „Angesichts der beiden vorhandenen römisch-katholischen Kirchen soll die neu zu errichtende ein vergleichsweise großes Gebetshaus darstellen. Mit einem Kreuze auf dem Giebel, doch ohne Türme und Außenskulpturen“. Der vom russischen Architekten polnischer Abstammung Tomasz Bohdanowicz-Dworzecki vorgelegte Entwurf entsprach zwar nicht der letzten Bedingung, wurde aber angenommen. Der Entwurf sah Platz für bis zu 5000 Gläubige vor.

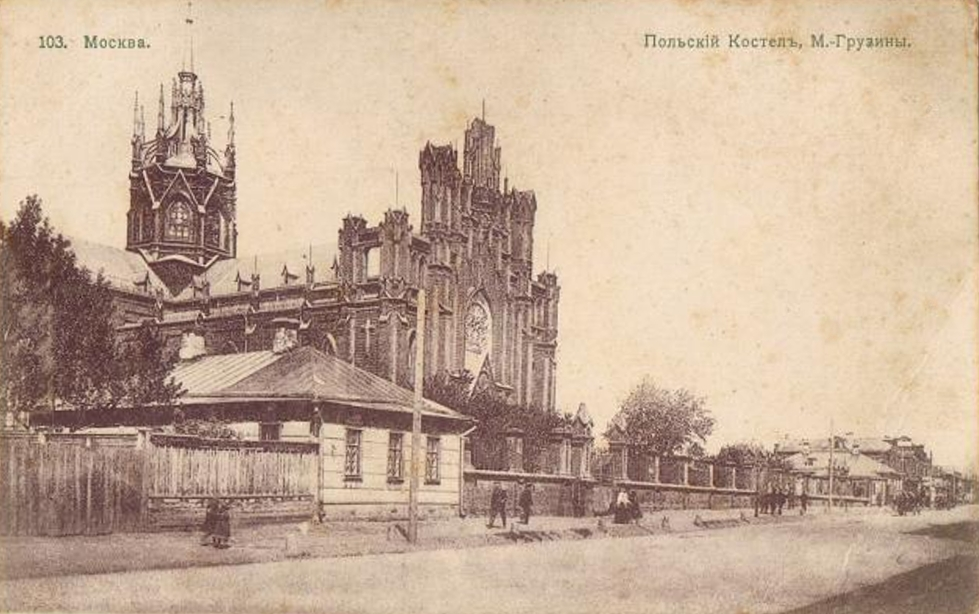
Die Kirche kurz nach ihrer Eröffnung 1911. Die Fialen der Fassade wurden erst später errichtet.

Die Grundsteinlegung fand 1899 statt, doch die eigentlichen Bauarbeiten wurden erst 1901 aufgenommen und dauerten bis 1911. Der Bau kostete 290.000 Rubel in Gold (entspricht heute etwa 5.800.000 Euro). Ein Großteil der Gelder wurde von der polnischen Gemeinde selbst zusammengetragen. Weitere Spenden kamen von katholischen Gemeinden im ganzen Russischen Reich.

Am 21. Dezember 1911 (dem 8. Dezember des julianischen Kalenders, auf den ihr Patronatsfest fiele, wenn es nach diesem gefeiert würde) wurde die Kirche geweiht. Sie erhielt den Namen „Kirche der Unbefleckten Empfängnis der Heiligen Jungfrau Maria“ und den Status der Filialkirche der Peter-und-Paul-Gemeinde. Die Weihe fand ein großes Echo in der russischen und polnischen Tagespresse. So schrieb zum Beispiel die Moskauer Zeitung „Russkoje Slowo“: 

„In der schmutzigen, armseligen, von Gott und der Stadt vergessenen Malaja-Grusinskaja-Straße erhebt sich das wunderschöne, hoch künstlerische Massiv der neuen römisch-katholischen Kirche, geweiht der Heiligen Jungfrau Maria. Riesig in seinen Ausmaßen und Höhe, […] hinterläßt das neue Gotteshaus einen tiefen Eindruck. […] [Jedes Detail] sieht beeindruckend und bedeutend aus: man sieht und fühlt nicht den geringsten stilistischen Makel.“

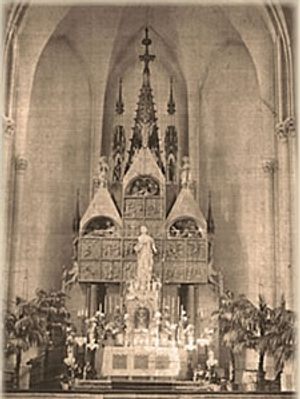
Der ursprüngliche Altar der Kirche, der nach ihrer Schließung 1938 verloren ging.

In den Jahren 1911–1917 wurden zusätzliche Gelder für die Inneneinrichtung gesammelt. Die Innenausbauarbeiten dauerten bis 1917. Die Ausstattung der Kirche blieb jedoch bis in die 1930er-Jahre vergleichsweise spärlich, vom prunkvollen Hauptaltar abgesehen. Teile des ursprünglichen Entwurfs wurden gar nicht verwirklicht: Im Inneren war der Boden nicht wie geplant mit Marmor ausgelegt, sondern aus schlichtem Beton gegossen; außen fehlten die Fialen der Fassade. Nach einigen Quellen wurden die Fialen 1923 errichtet und im Zweiten Weltkrieg zum Teil wieder zerstört, zum Teil absichtlich demontiert; nach anderen Quellen wurden sie erst bei der Renovierung der Kathedrale 1999 vollendet.

### Schließung und Umbauten
1929 wurde die Peter-und-Paul-Gemeinde von der kommunistischen Regierung formal aufgelöst. In der Kirche der Unbefleckten Empfängnis durften keine Messen mehr gefeiert werden. 1935 wurde das Grundstück der Kirche stark verkleinert. Sie verlor dabei einen Großteil ihrer Gartenanlage, auf deren Gelände 1936 eine Schule gebaut wurde. Am 30. Juli 1938 wurde die Kirche endgültig geschlossen (neun Tage zuvor ereilte das gleiche Schicksal die Peter-und-Paul-Kirche, das andere Moskauer Gotteshaus der polnischen Gemeinde). Nach der Schließung wurde die Kirche geplündert, dabei gingen unter anderem der Hauptaltar und die Orgel unwiederbringlich verloren. Einige Monate lang wurde die Kirche zunächst als Gemüselager genutzt, dann zu einem Wohnheim umgebaut. Dabei wurde der Innenraum in vier Stockwerke neu aufgeteilt.
Während der Schlacht um Moskau im Zweiten Weltkrieg wurde die Spitze des Hauptturms demontiert, um den Bombern der Luftwaffe die Orientierung zu erschweren. Kurz nach dem Krieg verlor die Kirche einen weiteren Teil ihres Grundstücks an ein benachbartes Wohnhaus.
Nach einem Brand im Jahre 1956, bei dem die Kuppel des Hauptturms einstürzte, wurden die Mieter des Wohnheims einer nach dem anderen in Neubauten umgesiedelt; an deren Stelle zog nach und nach das Forschungsinstitut Mosspezpromprojekt (russ. Мосспецпромпроект) in die Kirche ein. Dabei wurde sie erneut umgebaut. Das Forschungsinstitut beschäftigte sich in erster Linie mit der Projektierung von Industrieanlagen, entwarf unter anderem aber auch die Fackel für das Olympiastadion Luschniki zu den Olympischen Sommerspielen 1980.

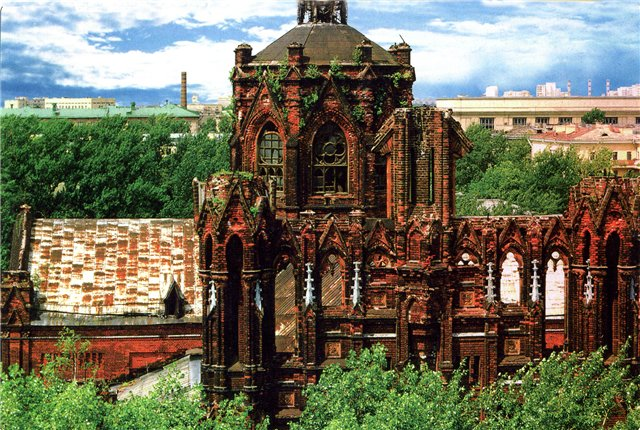
Die heruntergekommene Kirche um 1980, aufgenommen aus dem Haus, in dem Wladimir Wyssozki lebte.

In den 1960er- und 1970er-Jahren verfiel das Bauwerk zusehends. Der Anblick der entweihten und heruntergekommenen Kirche drückte unter anderem dem russischen Barden Wladimir Wyssozki aufs Gemüt, der von 1975 bis zu seinem Tod 1980 im Haus auf der anderen Straßenseite wohnte. 1976 gab es Pläne der Stadtverwaltung, das Kirchengebäude zu renovieren, zu einem Konzertsaal für Orgelmusik umzufunktionieren und an das Hauptamt für Kultur zu übergeben. Das Vorhaben scheiterte jedoch am Widerstand des Forschungsinstituts.

### Auseinandersetzung um die Rückgabe
1989 stellte ein Zusammenschluss von Moskauer Katholiken und dem Kulturverein „Das Polnische Haus“ (russ. Дом Польский) erstmals die Frage nach der Rückgabe des Bauwerks an die katholische Kirche. Mit Genehmigung der Stadtverwaltung wurde am 8. Dezember 1990, anlässlich des Festes der Mariä Empfängnis, auf der Treppe der Kirche die erste Heilige Messe seit 60 Jahren gefeiert. Mehrere Hundert Menschen beteten in der Dezemberkälte für die Rückgabe der Kirche. Die Messe leitete der polnische Priester Tadeusz Pikus, seit 1999 Weihbischof im Erzbistum Warschau.
Im Januar 1990 gründete eine Gruppe Moskauer Katholiken formal die Kirchengemeinde der Unbefleckten Empfängnis der Heiligen Jungfrau Maria. Am 13. April 1991 errichtete Papst Johannes Paul II. mit der Apostolischen Konstitution Providi quae die „Apostolische Administratur für das Europäische Russland“. Am 21. April 1991 erließ deren Apostolischer Administrator Tadeusz Kondrusiewicz ein Dekret zum Wiederaufbau der Kirche der Unbefleckten Empfängnis. Am 3. Mai, dem polnischen Nationalfeiertag, fand mit Genehmigung der Stadtverwaltung erneut eine Messe auf der Treppe der Kirche statt. Am 31. Mai wurde die Satzung der Gemeinde von der Justizverwaltung des Stadtrates offiziell anerkannt. Dabei blieb es aber vorerst auch. Unterdessen wurden Teile der Kirche von Mosspezpromprojekt an diverse Firmen untervermietet.
Ab dem 7. Juni 1991 wurden jeden Sonntag im Hof der Kirche Messen gefeiert. Am 15. Juli 1991 wurde Josef Sanewski, Salesianer Don Boscos, zum Gemeindepriester ernannt. Ab dem 29. November 1991 fand regelmäßiger Religionsunterricht unter der Leitung von Don-Bosco-Schwestern statt. Gleichzeitig entstanden erste wohltätige Projekte zur Krankenpflege und Armenhilfe.

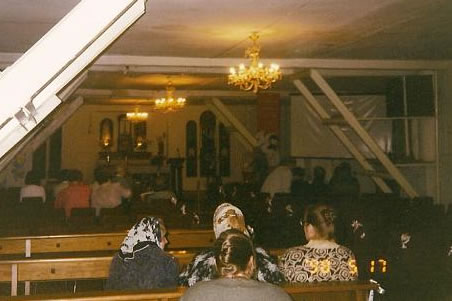
Betende im ersten zurückgegebenen und provisorisch eingerichteten Raum (um 1993).

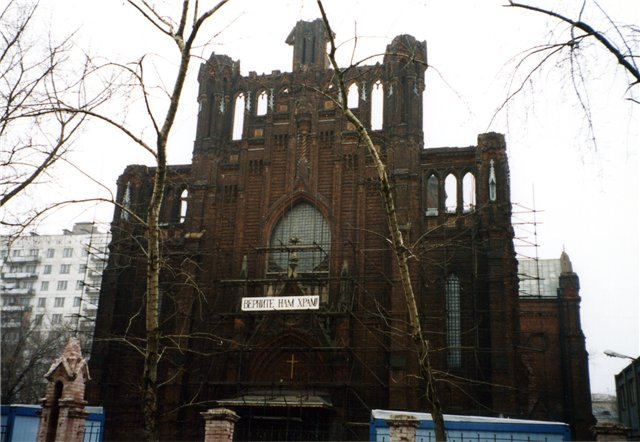
Das Gebäude vor der Renovierung (Mitte der 1990er-Jahre). Auf dem Transparent über dem Eingang steht: „Gebt uns die Kirche zurück“.

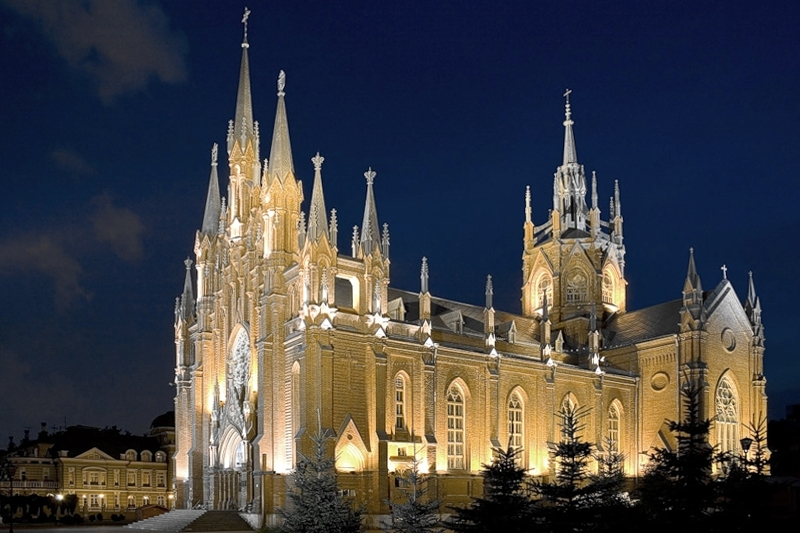
Die renovierte Kathedrale bei Nacht. Die Außenbeleuchtung wurde Ende 2005 installiert.

Am 1. Februar 1992 unterzeichnete der Vize-Bürgermeister von Moskau Juri Luschkow einen Beschluss, nach dem das Institut das Gebäude schrittweise an die katholische Gemeinde übergeben und binnen zwei Jahren vollständig räumen sollte. Der Beschluss wurde jedoch nicht umgesetzt. Bereits die Frist zur ersten Teilübergabe ließ das Institut verstreichen. Daraufhin betraten Gemeindevertreter am 2. Juli 1992 das Gebäude und besetzten die Institutswerkstatt. Nach Gesprächen mit dem Stadtrat wurde der besetzte Raum der Gemeinde zugesprochen und von den restlichen Räumlichkeiten des Instituts durch eine Wand getrennt. In diesem Raum fanden fortan regelmäßige Gottesdienste statt.
Am 7. März 1995 trugen einige Gemeindemitglieder die Trennwand zum Institut wieder ab; andere fingen auf eigene Faust mit der Räumung des Dachstuhls an. Das Institut rief die Spezialkräfte der Polizei, OMON, zur Hilfe. Am darauffolgenden Tag gab es eine erneute Auseinandersetzung mit der Polizei, dabei wurden mehrere Gemeindemitglieder, darunter eine Nonne, verletzt. Andere wurden festgenommen, darunter ein Priester und ein Seminarist; sie wurden am nächsten Tag wieder freigelassen.
Im Licht dieser Ereignisse bat der Apostolische Administrator Tadeusz Kondrusiewicz am 9. März 1995 den damaligen Staatspräsidenten Boris Jelzin in einem offenen Brief, sich der Situation um die Kirche der Unbefleckten Empfängnis anzunehmen. In dem Brief hieß es unter anderem: „Es schien, als gehörte die Verfolgung der Kirche der Vergangenheit an. Doch ist dem so? Wann wurde zuletzt ein Priester verhaftet? Wann wurde zuletzt eine Nonne zusammengeschlagen?“
Daraufhin unterzeichnete Juri Luschkow (inzwischen von Jelzin zum Oberbürgermeister ernannt) einen erneuten Beschluss zum Umzug des Instituts, der bereits seit längerem als Entwurf vorgelegen hatte. Der Beschluss war auf den 7. März vordatiert und sah eine Räumung des Gebäudes in den Jahren 1995–1996 vor. Zugleich legte das Institut in einem Schreiben an Luschkow die jüngsten Ereignisse aus seiner Sicht dar und forderte Schadensersatz auf Kosten der Gemeinde.
In einem Treffen mit dem polnischen Botschafter Stanisław Ciosek am 15. März 1995 sicherte ihm der stellvertretende Bürgermeister Moskaus Alexander Musykantski die Rückgabe der Kirche bis zum Jahresende zu.
Am 19. März wurde im zurückeroberten Teil der Kirche eine Messe unter der Leitung des Apostolischen Nuntius John Bukowski gefeiert, der der Gemeinde den Segen von Papst Johannes Paul II. überbrachte.
Am 2. November 1995 forderte Juri Luschkow in einem erneuten Beschluss Mosspezpromprojekt auf, das Gebäude spätestens bis Ende des Jahres zu räumen. Als auch dieser Beschluss nicht umgesetzt wurde, betraten Gemeindemitglieder am 2. Januar 1996 das Institut und fingen mit dessen Räumung an. Der Institutsdirektor Jewgeni Afanasjew rief erneut die Polizei, doch diese sah die Gläubigen diesmal im Recht und ließ sie gewähren. Daraufhin erbat der Direktor beim Gemeindepriester eine letzte Verlängerung der Umzugsfrist um zwei Wochen, und am 13. Januar 1996 zog Mosspezpromprojekt aus dem Gebäude aus.
Am 2. Februar 1996 erhielt die Apostolische Administratur für das Europäische Russland schließlich die offizielle Erlaubnis zur Nutzung der Kirche auf unbegrenzte Zeit.

### Renovierung und Neuweihe

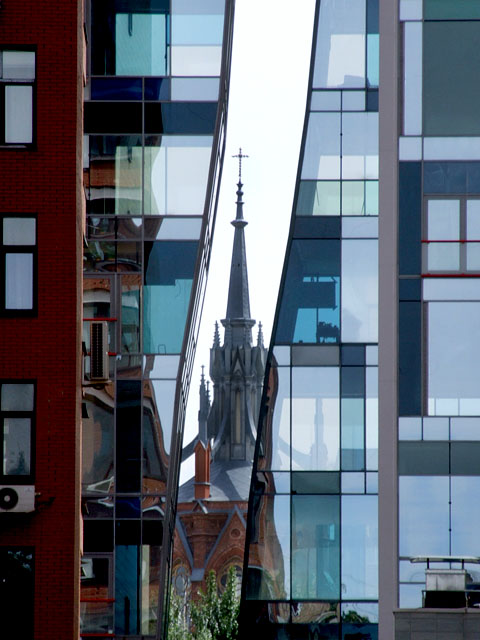
Kirchturm zwischen zwei modernen Häuserblocks, 2007

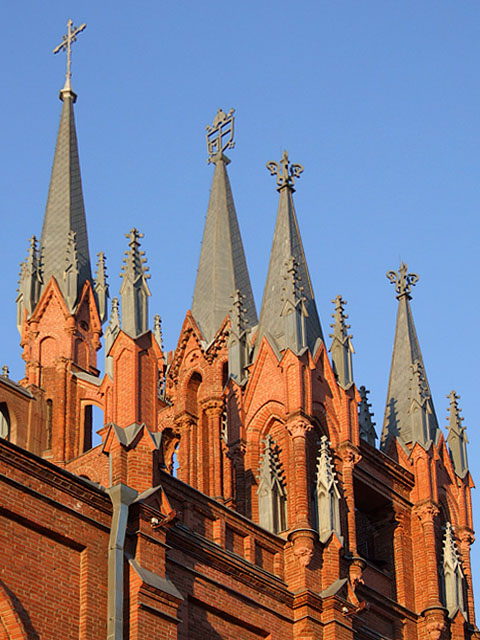
Nahaufnahme der Fialen. Die Fiale in der Bildmitte ist vom Wappen Johannes Paul II. gekrönt.

Bereits Anfang der 1990er-Jahre gab es Pläne des Amtes für Denkmalschutz, die Kirche der Unbefleckten Empfängnis bis zum Jahr 1997, dem 850-jährigen Jubiläum Moskaus, zu renovieren. Wegen der Auseinandersetzung um das Bauwerk wurde das Vorhaben jedoch nicht umgesetzt. Schließlich wurde die Rückgabe der Kirche an die Auflage gebunden, dass die katholische Gemeinde sie auf eigene Kosten renoviert. Zur Planung der Renovierung wurde 1995 eine Kommission unter dem Vorsitz des Gemeindepriesters Josef Sanewski, des russischen Historikers Stanislaw Dumin sowie des polnischen Bauunternehmers und Politikers Grzegorz Tuderek gegründet.
In den Jahren 1996–1999 wurde das Bauwerk mit finanzieller Unterstützung der polnischen Firma EnergoPol und des deutschen Vereins der römisch-katholischen Kirche Renovabis renoviert. Auch die Moskauer Regierung stellte 1999 letztendlich doch Gelder zur Verfügung. Die Arbeiten erfolgten zunächst unter der Leitung der polnischen Firmen PKZ und Budimex, die unter anderem die Fassade und das Dach komplett erneuerten. Ab September 1998 übernahmen die Leitung der Arbeiten der Priester Andrzej Stezkewitsch, heute Generalvikar des Erzbistums Mutter Gottes von Moskau, und Jan Tajchman, Architekt und Restaurator aus Toruń; beide hatten unmittelbar zuvor die Renovierung der katholischen Mariä-Entschlafens-Kathedrale in Sankt Petersburg geleitet. Der Innenausbau inklusive des neuen Altars erfolgte nach Entwürfen Tajchmans durch ukrainische, belarussische und russische Meister. Alle Marmorarbeiten innen wie außen übernahmen Moskauer Firmen. Sämtliche Kirchenmöbel stellten Studenten der Sankt Petersburger Restauratorenschule unter der Leitung ihres Direktors Wladimir Muchin her. Die Glasmalereien für die Rosette der Fassade wurden in Toruń, alle anderen Kirchenfenster von der belarussischen Firma Tolotschko aus Hrodna hergestellt.
Am 12. Dezember 1999 wurde die Kirche der Unbefleckten Empfängnis feierlich wiedereröffnet und vom Kardinalstaatssekretär der römischen Kurie Angelo Kardinal Sodano neu geweiht.
Am 21. April 2001 wurde in der Kirche der 10. Jahrestag der Errichtung der Apostolischen Administratur für das Europäische Russland feierlich begangen. Am 11. Februar 2002 erhob Papst Johannes Paul II. mit der Apostolischen Konstitution Russia intra fines die Administratur zum Erzbistum Mutter Gottes von Moskau und den Apostolischen Administrator Tadeusz Kondrusiewicz zu dessen erstem Erzbischof und Metropoliten. Gleichzeitig erhielt die Kirche der Unbefleckten Empfängnis den Status der Kathedrale des Erzbistums. Im März 2002 nahm die Kathedrale an einem per Videokonferenz organisierten gemeinsamen Rosenkranzgebet mit Katholiken aus mehreren europäischen Städten unter der Leitung von Papst Johannes Paul II. teil.
Seit der Wiedereröffnung finden in der Kathedrale täglich mehrere Gottesdienste statt. Die Hauptliturgiesprache ist Russisch, es werden aber auch Messen auf Polnisch, Englisch, Französisch, Spanisch, Koreanisch, Latein und Armenisch (nach Armenischem Ritus) gefeiert. Zusätzlich zu den Messen finden in der Kathedrale regelmäßige Konzerte der Orgel- und Kirchenmusik statt. Der Eintritt ist in der Regel frei; für ausgewählte Konzerte gibt es Karten an der Abendkasse gegen eine kleine Spende.
Am 12. April 2010 fand in der Kathedrale der zentrale Trauergottesdienst der polnischen Gemeinde für die Opfer des Flugunfalls bei Smolensk statt.

## Architektur und Ausstattung

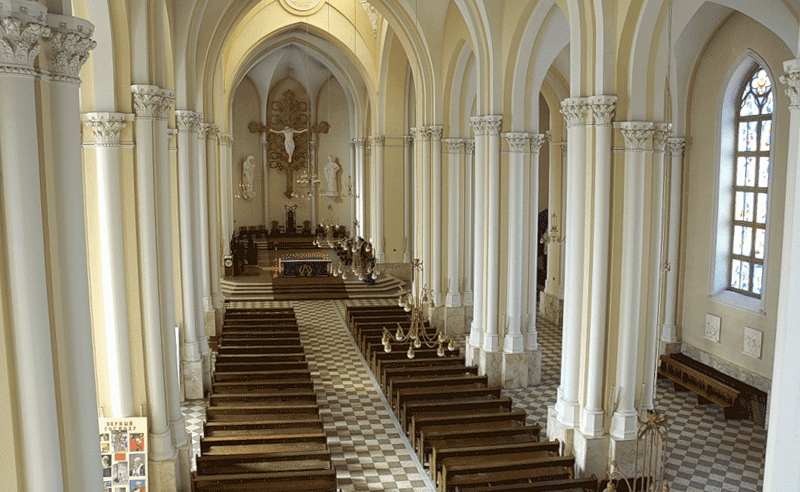
Das Innere der Kathedrale, Blick hinunter von der Orgelempore.

Die Kathedrale ist eine neugotische dreischiffige kreuzförmige Pseudobasilika. Sie ist komplett aus roten Ziegeln erbaut und außen nicht verputzt. Das 65 m lange Hauptschiff ist fünfjochig, die Querarme jeweils einjochig. Die Höhe der Turmkuppel über der Vierung beträgt 30 m. Die Fassade wurde vom Architekten in Anlehnung an die Westminster Abbey und der Turm in Anlehnung an den Mailänder Dom entworfen. Jedes der Nebenschiffe ist durch fünf Strebepfeiler verstärkt, die Gesamtzahl 10 symbolisiert nach alter Kirchenbautradition die Zehn Gebote.
Der Hauptturm und die mittlere Fiale der Fassade sind jeweils von einem Kreuz, zwei weitere Fialen der Fassade mit Wappen von Papst Johannes Paul II. sowie des Erzbischofs Tadeusz Kondrusiewicz gekrönt.
Zu dem Hauptportal führen elf Stufen, die ersten zehn davon symbolisieren die Zehn Gebote, die elfte Jesus Christus. Nur, wer die Gebote und die Lehren Jesu befolgt, soll Zutritt zur Himmelspforte bekommen, die durch das Portal der Kathedrale symbolisiert wird. Das Portal ist von Säulen umrahmt und von einem Wimperg bekrönt, dessen Giebelspitze als Kreuzblume ausgeführt ist. Der Wimperg selbst ist mit einem Relief-Ornament geschmückt, in dessen Mitte ein vergoldetes Monogramm aus den Buchstaben „VMIC“ zu sehen ist („Virgo Maria Immaculata Concepta“, lateinisch für „Jungfrau Maria, die unbefleckt empfangene“). Der ursprüngliche Entwurf des Architekten sah anstelle des Monogramms einen Davidstern vor, als Hinweis auf den jüdischen Glauben der Jungfrau Maria. Über dem Wimperg befindet sich eine Rosette aus hellem Stein, ihr Durchmesser beträgt drei Meter.

### Innenraum

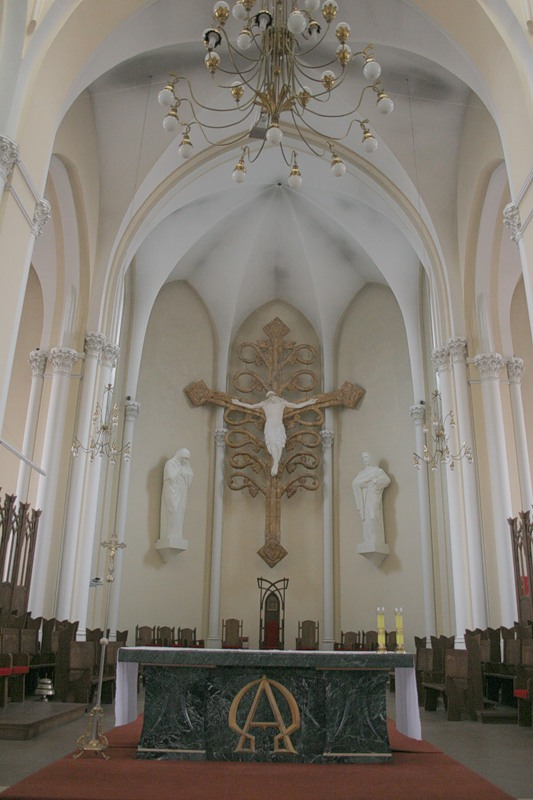
Der neue Altar der Kathedrale, nach einem Entwurf von Jan Tajchman.

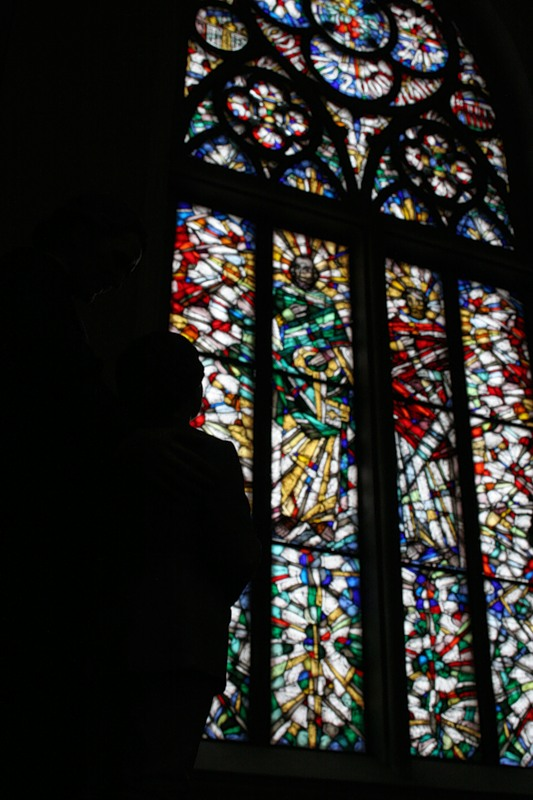
Darstellung der Apostel Petrus und Andreas auf dem Fenster im rechten Querarm. Im Vordergrund die Silhouette einer Don-Bosco-Statue.

Im Vorraum befindet sich ein steinernes Kruzifix sowie links und rechts vom Eingang in das Kirchenschiff je ein Weihwasserbehälter. Über dem linken ist ein Ziegel aus der Lateranbasilika in Rom eingemauert, über dem rechten eine Jubiläumsmedaille aus dem Jahre 2000. Durch eine Tür in der rechten Wand des Vorraums gelangt man hoch zur Orgelempore, durch eine Tür in der linken Wand hinunter in die Krypta. In der Letzteren befindet sich ein Oratorium, Räumlichkeiten zur Katechese sowie das Büro des Caritasverbandes.
Im Hauptschiff der Kathedrale stehen Bänke, in den Nebenschiffen Beichtstühle. Bis zur Schließung der Kirche im Jahre 1938 waren auch die Nebenschiffe mit Bänken ausgestattet, dabei war das linke Nebenschiff nur den Frauen, das rechte den Männern vorbehalten. Die beiden Nebenschiffe sind vom Hauptschiff durch Säulenreihen zu je fünf Säulen und zwei Halbsäulen getrennt. Die Säulen und die Decke sind weiß, die Wände cremefarben gestrichen. Der Boden ist mit hell- und dunkelgrauen Marmorplatten im Schachbrettmuster ausgelegt.
Die 8,5 Meter hohen Kirchenfenster sind mit Glasmalereien verziert. Auf den meisten sind abstrakte Muster zu sehen; auf den Fenstern vor dem Querhaus sind zusätzlich die Wappen der Apostolischen Nuntien John Bukowski bzw. Francesco Kardinal Colasuonno abgebildet. Die Fenster im Querhaus sind etwas größer und aufwändiger gestaltet. Auf dem Fenster im rechten Querarm sind die Heiligen Apostel Petrus und Andreas dargestellt, die die katholische West- bzw. Ostkirche symbolisieren. Auf dem Fenster gegenüber im linken Querarm ist Papst Johannes Paul II. zu sehen, der zur Marienerscheinung von Fátima hinaufblickt. Unter den Fenstern im Langhaus sind insgesamt 14 Reliefs angebracht, die die 14 Stationen des Kreuzwegs darstellen.
Am Ende des rechten Nebenschiffs, neben dem Presbyterium, befindet sich der Eingang zur Sakristei, am Ende des linken Nebenschiffs die Kapelle der Barmherzigkeit Gottes. Am Altar der Kapelle befindet sich der Tabernakel.
Der Hauptaltar der Kathedrale ist mit dunkelgrünem Marmor verblendet. Darin werden Teile der Reliquien der Heiligen Apostel Andreas, Zenon von Verona, Gregor von Nyssa, Gregor von Nazianz, Cosmas, Damian und Anastasia aufbewahrt, sowie Teile eines Tuchs der Heiligen Jungfrau Maria, eine Schenkung des Bistums Verona. Rechts vom Altar steht der Ambon, ebenfalls mit dunkelgrünem Marmor verblendet. Hinter dem Altar, an der Wand der Apsis, befindet sich ein neun Meter hoher steinerner Kruzifix mit einer drei Meter hohen Christus-Figur. Auf Konsolen links und rechts davon stehen Gipsskulpturen der Mutter Gottes und des Apostel Johannes, Arbeiten des Bildhauers Swjatoslaw Sachlebin.
Gegenüber vom Altar, über dem Vorraum der Kathedrale, befindet sich die Orgelempore, die ursprünglich Platz für bis zu 50 Chorsänger bot; einen großen Teil davon nimmt heute allerdings die Orgel selbst in Anspruch.

### Orgel

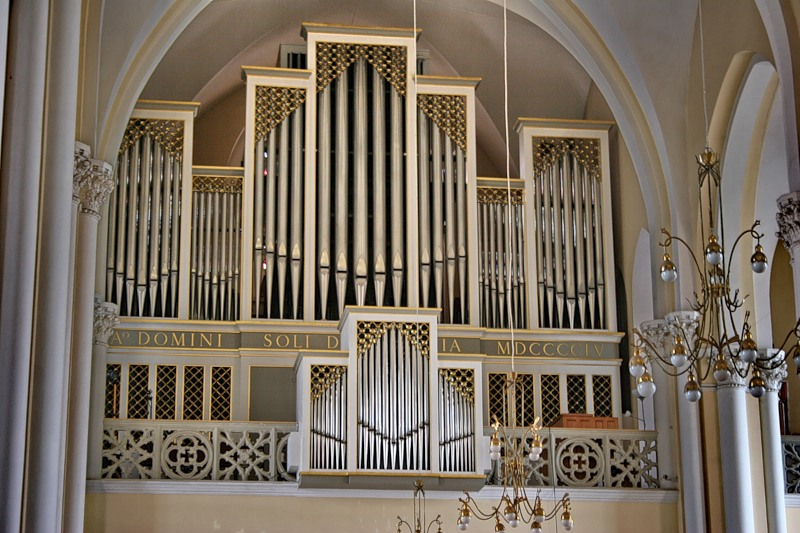
Die Kuhn-Orgel im Jahr 2007

Mit 74 Registern, vier Manualen und 5563 Pfeifen ist die Orgel der Kathedrale eine der größten in ganz Russland. Sie ist bereits die dritte Orgel in der bewegten Geschichte der Kirche.
Die ursprüngliche Orgel ging bei der Plünderung 1938 verloren. Nach der Renovierung 1999 erhielt die Kathedrale zunächst eine elektronische Orgel mit 60 Registern, eine Schenkung der amerikanischen Wohltätigkeitsorganisation „Aid to the Church in Russia“ unter der Leitung des Priesters Marcel Guarnizo, der hier 1997, noch während der Renovierung, seine Weihe zum Diakon erhalten hatte.
Die aktuelle Pfeifenorgel ist eine Schenkung des evangelisch-reformierten Basler Münsters. Das Instrument wurde im Jahre 1955 von der Firma Th. Kuhn AG in Männedorf erbaut; wiederverwendet wurde dabei das Pedalregister Prinzipalbass 32′ (Register Nr. 65) aus der Basler Münsterorgel aus dem Jahr 1850. Mit Ausnahme der Pfeifen dieses historischen Registers wurde das Instrument im Jahre 2002 durch die Firma Orgelbau Schmid aus Kaufbeuren in Basel abgebaut und in Moskau neu aufgebaut. Die Pfeifen Prinzipalbass 32′ dürfen die Schweiz nicht verlassen, da sie zum Schweizer Kulturerbe zählen. Im Jahre 2009 wurde an der Stelle des historischen Pedal-Registers ein Nachbau eingefügt.
Für den Transport wurden die Orgelpfeifen in von Baslern gespendete Kleidungsstücke eingewickelt, die später in Moskau an Bedürftige verteilt wurden. Die Montage der Orgel leitete zunächst Gerhard Schmid, nach dessen persönlichen Wunsch alle Arbeiten unentgeltlich erfolgten. Er starb allerdings am 9. September 2004 an den Spätfolgen der Verletzungen, die er bei einem Sturz vom Baugerüst erlitten hatte. Sein Sohn Gunnar führte die Arbeiten zu Ende.
Geweiht wurde die Orgel am 16. Januar 2005 vom Erzbischof Tadeusz Kondrusiewicz, im Rahmen einer Messe mit anschließendem Eröffnungskonzert des Ersten Internationalen Festivals der Orgelmusik. Das einmonatige Festival umfasste mehrere Orgelkonzerte in der Kathedrale. Das Schlusskonzert spielte der Hauptorganist des Petersdoms im Vatikan James Edward Goettsche.
| I Rückpositiv C–g3 |                |        |
| 13.                | Musette        | 04′    |
| 14.                | Cromorne       | 08′    |
| 15.                | Dulzian        | 16′    |
| 16.                | Zimbel III     | 01⁄2′  |
| 17.                | Mixtur IV      | 01′    |
| 18.                | Sesquialtera 0 | 02 ⁄3′ |
| 19.                | Flöte          | 02′    |
| 20.                | Superoktave    | 02′    |
| 21.                | Rohrflöte      | 04′    |
| 22.                | Praestant      | 04′    |
| 23.                | Quintaden      | 08′    |
| 24.                | Gedakt         | 08′    |
| 25.                | Prinzipal      | 08′    |

| II Hauptwerk C–g3 |                  |     |
| 50.               | Prinzipal        | 16′ |
| 51.               | Quintaden        | 16′ |
| 52.               | Prinzipal        | 08′ |
| 53.               | Bordun           | 08′ |
| 54.               | Offenflöte       | 08′ |
| 55.               | Oktave           | 04′ |
| 56.               | Hohlflöte        | 04′ |
| 57.               | Gemshorn         | 04′ |
| 58.               | Superoktave      | 02′ |
| 59.               | Mixtur major V 0 | 02′ |
| 60.               | Mixtur minor V   | 01′ |
| 61.               | Kornett V        | 01′ |
| 62.               | Bombarde         | 16′ |
| 63.               | Trompete         | 08′ |
| 64.               | Clairon          | 04′ |

| III Oberwerk C–g3 (schwellbar) |                      |         |
| 26.                            | Clairon              | 04′     |
| 27.                            | Oboe                 | 08′     |
| 28.                            | Trompette harmonique | 08′     |
| 29.                            | Basson               | 16′     |
| 30.                            | Scharf IV            | 01′     |
| 31.                            | Mixtur IV–V          | 02′     |
| 32.                            | Terz                 | 01 3⁄5′ |
| 33.                            | Quinte               | 02 ⁄3′  |
| 34.                            | Waldflöte            | 02′     |
| 35.                            | Superoktave          | 02′     |
| 36.                            | Nachthorn            | 04′     |
| 37.                            | Oktave               | 04′     |
| 38.                            | Unda maris           | 08′     |
| 39.                            | Salizional           | 08′     |
| 40.                            | Rohrflöte            | 08′     |
| 41.                            | Prinzipal            | 08′     |
| 42.                            | Gedackt              | 16′     |

| IV Brustwerk C–g3 (schwellbar) |                |        |
| 1.                             | Schalmei       | 04′    |
| 2.                             | Regal          | 08′    |
| 3.                             | Terzzimbel III | 01⁄5′  |
| 4.                             | Scharf IV      | 01′    |
| 5.                             | Sifflöte       | 01′    |
| 6.                             | Larigot        | 01 ⁄3′ |
| 7.                             | Flageolet      | 02′    |
| 8.                             | Quintflöte     | 02 ⁄3′ |
| 9.                             | Gedacktflöte 0 | 04′    |
| 10.                            | Oktave         | 04′    |
| 11.                            | Gedackt        | 08′    |
| 12.                            | Suavial        | 08′    |
|                                | Tremulant      |        |

| Pedal C–g3 |                   |         |     |
| 65.        | Prinzipalbass     | 32′     | (N) |
| 66.        | Prinzipalbass     | 16′     |     |
| 67.        | Subbass           | 16′     |     |
| 68.        | Gedacktbass       | 16′     |     |
| 69.        | Prinzipal         | 08′     |     |
| 70.        | Großterz          | 06 2⁄5′ |     |
| 71.        | Spitzflöte        | 08′     |     |
| 72.        | Oktave            | 04′     |     |
| 73.        | Flöte             | 04′     |     |
| 74.        | Nachthorn         | 02′     |     |
| 75.        | Rauschpfeifen V 0 | 04′     |     |
| 76.        | Acuta V           | 02′     |     |
| 77.        | Posaune           | 16′     |     |
| 78.        | Sordun            | 16′     |     |
| 79.        | Zink              | 08′     |     |
| 80.        | Dulzian           | 08′     |     |
| 81.        | Klarine           | 04′     |     |

- Koppeln: 43. BW/OW, 44. OW/HW, 45. RP/HW, 46. BW/P, 47. OW/P, 48. HW/P, 49. RP/P.
- Spielhilfen: Datenbank der Registerkombinationen, Crescendo, Tutti.
- Anmerkung:

(N) = 2009 nachträglich hinzugefügtes Register, anstelle des in der Schweiz verbliebenen Originals der Basler Münsterorgel von 1955

### Glocken

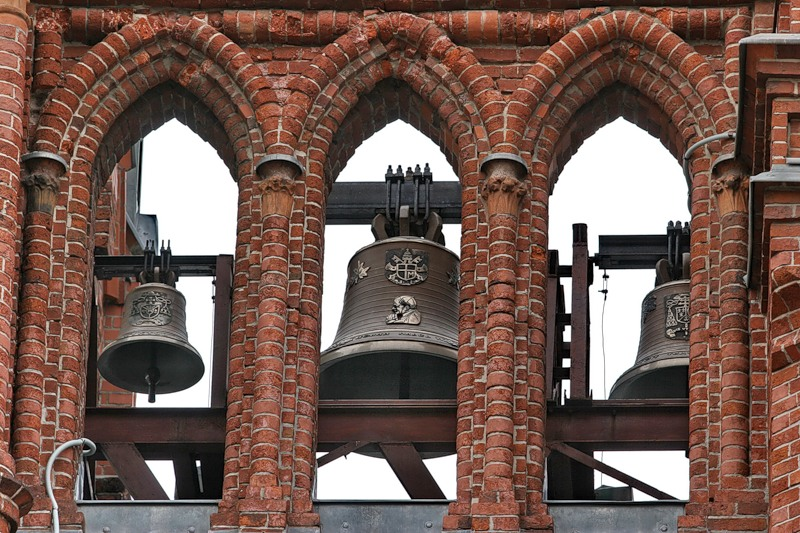
Die Glocken der Kathedrale

Die fünf Glocken der Kathedrale befinden sich auf deren Dach, direkt hinter den Arkaden an der linken Seite der Fassade. Sie sind eine Schenkung des Bischofs Wiktor Skworc und wurden von der Glockengießerei Felczyński in Przemyśl gegossen.
Die Glocken werden elektronisch betätigt. Die größte von ihnen wiegt 900 kg und trägt den Namen „Mutter Gottes von Fátima“. Die anderen Glocken heißen, von der größten zur kleinsten, „Johannes Paul II.“, „Hl. Thaddäus“ (nach dem Schutzheiligen des Erzbischofs Tadeusz Kondrusiewicz), „Jubiläum-2000“ und „Hl. Victor“ (nach dem Schutzheiligen des Bischofs Wiktor Skworc).